# Готтлоб Бергер
Готтлоб Крістіан Бергер (нім. Gottlob Christian Berger; 16 липня 1896, Герштеттен, округ Гайденгайм, Вюртемберг — 5 січня 1975, там же) — один з керівників СС, начальник Головного управління СС (1 квітня 1940 року — 8 травня 1945 року), статс-секретар Імперського міністерства східних окупованих територій (20 серпня 1943 року — 20 січня 1945 року), командувач резервними військами і керівник служби у справах військовополонених в Німеччині 31 жовтня 1944 року — 8 травня 1945 року, начальник штабу німецького фольксштурма (25 вересня 1944 — 8 травня 1945), обергруппенфюрер СС (15 серпня 1940 року) і генерал військ СС (21 червня 1943 року), майор резерву (1939).

## Біографія

### Ранні роки
Народився в сім'ї теслі, власника лісопилки. По батьківській лінії походив з давнього ремісничого роду, а з материнської — з селянського роду. Після початку Першої світової війни добровольцем пішов на фронт. У серпні 1914 року вступив в 127-й піхотний полк, 6 листопада 1916 року був проведений в лейтенанти. З 1917 по червень 1918 року обіймав посаду ад'ютанта 3-го батальйону 476-го піхотного полку. Був чотири рази поранений, двічі — важко. 13 липня 1918 переведений обер-лейтенантом в 124-й полк. З квітня 1921 року служив у прикордонній охороні «Схід».

### Участь в нацистському русі
Після демобілізації працював учителем фізкультури народної школи, потім — директором реальної школи (до 1933 року). Брав активну участь в діяльності фрайкора. У 1923 році був заарештований за порушення громадського спокою і створення військових організацій. У листопаді 1922 року набрав НСДАП, після «Пивного путчу» покинув партію і вдруге вступив в неї 1 січня 1931 року (квиток № 426 875), тоді ж став членом СА. У 1924—1929 рр. був членом організації колишніх фронтовиків. У 1931 році призначений командиром 125-го штандарта СА, 15 жовтня 1932 року підвищений до оберфюрера СА. З листопада 1933 року — командир унтергруппи СА «Північний Вюртемберг». З 1 жовтня 1935 року — старший урядовий радник (оберрегірунгсрат) відділу освіти в Міністерстві культури Вюртемберга.

### Кар'єра в СС
30 січня 1936 року вступив у СС (квиток № 275 991), відразу ж отримав чин оберфюрера СС і призначений начальником штабу оберабшніта СС «Південний Захід». З 25 лютого 1936 був референтом по спорту в штабі оберабшніта СС «Південний Захід». З 1 жовтня 1937 року — референт зі спортивних питань у Особистому штабі рейхсфюрера СС. З 1 липня 1938 року — начальник управління комплектування в складі Головного управління СС. 20 квітня 1939 року був проведений в бригадефюрери СС, а 20 квітня 1941 року — в групенфюрера СС. 26 вересня 1939 року рейхсфюрер СС Генріх Гіммлер доручив Бергеру сформувати на окупованих польських територіях «самооборону» з польських німців (фольксдойче).

### На відповідальних посадах в роки Другої світової війни
З 1 квітня 1940 року і аж кінця війни очолював Головне управління СС (нім. SS Hauptamt; SSHA) — провідний орган управління СС (в тому числі кадри, право, адміністрація та ін.), Фактично будучи одним з головних керівників всієї системи СС. Організував широкомасштабну вербування добровольців у війська СС, не зупиняючись навіть перед залученням кримінальників. Серед своїх знайомих отримав кличку «Швабський герцог» (нім. Schwabenherzog). За своєю посадою був одним із заступників рейхсфюрера СС Генріха Гіммлера.
У 1941—1945 рр. Бергер одночасно складався офіцером зв'язку рейхсфюрера СС в Імперському міністерстві східних окупованих територій, в липні 1942 року став особистим представником рейхсфюрера СС в міністерстві. З 20 серпня 1943 року до 20 січня 1945 року був статс-секретарем і, відповідно, заступником рейхсміністра Альфреда Розенберга. У міністерстві очолював 1-й головний відділ (Політичний) (нім. Hauptabteilung I Politische) і носив чин міністеріальдіректора.
У 1942—1945 роках Бергер також одночасно був особистим представником Генріха Гіммлера в Імперському міністерстві пошт і начальником управління з охорони кореспонденції (за іншими даними керував паспортною службою міністерства). Крім цього з серпня 1943 року був депутатом Рейхстагу від Східного Дюссельдорфа.
31 серпня 1944 роки після початку Словацького національного повстання був призначений вищим керівником СС і поліції в Словаччині. Йому було доручено керувати придушенням повстання. Прибувши в Братиславу, Бергер заявив, що «необхідно наводити цвинтарний спокій після будь-якого повстання». На посаді вищого керівника СС і поліції в Словаччині Бергер перебував до 20 вересня 1944 року, коли був замінений Германом Гефле.
31 жовтня 1944 року призначений командувачем резервними військами і керівником всієї служби у справах військовополонених в Німеччині. Одночасно з 25 вересня 1944 року був начальником штабу німецького Фольксштурма. 8 травня 1945 року ув'язнений союзниками.

### Відповідальність після війни
В якості обвинуваченого притягнутий до суду Американського військового трибуналу в Нюрнберзі по Справі «Вільгельмштрассе».
Хоча на суді був визнаний винним у знищенні євреїв і 11 квітня 1949 засуджений до 25 років тюремного ув'язнення, але 31 січня 1951 термін ув'язнення був скорочений до 10 років, а 16 грудня 1951 року Бергер був звільнений, провівши в ув'язненні трохи більше шести років.

### Після звільнення з в'язниці
Після виходу з в'язниці з 1952 року Бергер активно співпрацював з кобурзьким неонацистським журналом «Нація Європи» (нім. Nation Europa).

## Особисте життя
У Бергера та його дружини Крістіни було четверо дітей: Кріста, Вольф, Гельґарт і Фолькарт. Старший син Бергера, унтерштурмфюрер СС Вольф Бергер, командував взводом в 1-й роті «Лейбштандарт СС Адольф Гітлер» і загинув в бою 11 лютого 1943 року.
Бергер був найкращим другом Оскара Дірлевангера.

## Нагороди

### Перша світова війна
- Залізний хрест 2-го класу (26 листопада 1914)
- Штурмова медаль Іпра (26 листопада 1914)
- Золота вюртемберзька медаль «За Відвагу» (21 травня 1915)
- Лицарський хрест ордена «За військові заслуги» (Вюртемберг) (5 квітня 1918)
- Нагрудний знак «За поранення» в сріблі (18 червня 1918)
- Залізний хрест 1-го класу (11 серпня 1918)
- Лицарський хрест 1-го класу ордена Фрідріха з мечами (11 серпня 1918)

### Міжвоєнний період
- Спортивний знак СА в золоті (15 грудня 1934)
- Почесний хрест ветерана війни з мечами (16 листопада 1935)
- Цивільний знак СС
- Почесна шпага рейхсфюрера СС (1936)
- Кільце «Мертва голова» (1936)
- Німецький Олімпійський знак 1-го класу (16 серпня 1936)
- Медаль «У пам'ять 1 жовтня 1938 року» з пряжкою із зображенням Празького граду
- Медаль «У пам'ять 22 березня 1939 року»
- Медаль «За вислугу років в НСДАП» у сріблі та бронзі
- Почесний знак «За турботу про німецький народ» 2-го класу

### Друга світова війна
- Хрест Воєнних заслуг 2-го класу з мечами (11 січня 1940)
- Хрест Воєнних заслуг 1-го класу з мечами (1 липня 1940)
- Орден Хреста Свободи 1-го класу з мечами (Фінляндія) (10 вересня 1941)
- Медаль «За військову доблесть» (Румунія) (5 червня 1942)
- Командорський хрест 1-го класу ордена Білої Троянди з мечами і діамантами (Фінляндія) (26 серпня 1942)
- Великий хрест Ордена Заслуг зі Святою Угорською Короною і мечами (1 жовтня 1942)
- Золотий партійний знак НСДАП (30 січня 1943)
- Німецький хрест в сріблі (1 липня 1943)
- Лицар Великого хреста Ордена Корони короля Звоніміра з мечами і зіркою (Хорватія) (7 грудня 1943)
- Золотий почесний знак Гітлер'югенду (30 січня 1944)
- Застібка до Залізного хреста 2-го класу (15 вересня 1944)
- Застібка до Залізного хреста 1-го класу (18 вересня 1944)
- Орден Хреста Перемоги 1-го класу (Словаччина) (20 вересня 1944)
- Лицарський хрест Хреста Воєнних заслуг з мечами (26 вересня 1944)